# Везерштадион
«Ве́зерштадион» (нем. Weserstadion) — стадион в Бремене, Германия. Используется для проведения футбольных матчей. Домашний стадион футбольного клуба «Вердер».
Стадион расположен на северном берегу реки Везер, в окружении многочисленных парков, примерно в километре от центра города.

## История
Стадион был построен в 1909 году Бременским гимнастическим союзом и Спортивным союзом, как спортивная площадка, и после первой реконструкции в 1926 году переименован в спортивную арену ABTS. Сегодняшнее имя, связанное с местоположением стадиона возле реки Везер, стадион носит с 1930 года. С этого же времени Вердер проводит на нём свои домашние игры.

## Оснащение
После последней модернизации, при которой уровень поля была опущен более чем на 2 метра, вместимость стадиона составила 42 358 зрителей. С понижением внутреннего пространства трибуны были придвинуты ещё ближе к игровому полю, что дало около 1000 новых зрительских мест. «Везерштадион» — одна из немногих арен Бундеслиги, на которых ещё остались стоячие трибуны.
Во время футбольных матчей трибуны наращиваются за счет переносных частей, которые располагаются на беговых дорожках стадиона.
Хотя клубные цвета Вердера — зелёно-белые, стадион вплоть до июля 2006 года был оснащён сиденьями красного цвета. Постепенно их стали менять на зелёные. На обеих центральных трибунах появились белые надписи «Werder Bremen». 18 июля 2006 года был закончен первый участок строительства, после чего зелёными сиденьями начали оснащать западную трибуну. В сентябре 2006 года работа была закончена.
В 1998 году был закончен монтаж системы подогрева газона, что сделало возможным проведение игр при любой погоде. Для состоятельных болельщиков и фирм построено 70 вип-лож и вип-сектор вместимостью примерно 700 зрителей.

## Музей
С декабря 2004 года музей Вердера, коротко Wuseum, действует непосредственно на Везерштадионе. Он был создан в ходе реконструкции северной трибуны стадиона. В Wuseum выставлены трофеи Вердера. Там можно увидеть кубки чемпиона Бундеслиги и другие трофеи, а также много редких плакатов и фотографий. Кроме того, игроки и руководство клуба часто присутствуют на специальных выставках.

## Вместимость во время внутренних соревнований
- Всего: 42 358, из них
  - Сидячие места: 32 187
  - Стоячие места: 10 900

## Вместимость во время международных соревнований
- Всего: 37 515, из них
  - Сидячие места: 32 187
  - Сидячие с возможностью стоять: 5 325

## Происшествия
Испорченная изоляция электрического кабеля стала причиной задержки начала матча в первый игровой день Бундеслиги в сезоне 2004/05, так как вследствие неисправности упало напряжение на мачтах освещения. Свисток к началу матча против «Шальке 04» был дан с 65-минутным опозданием.